# Meridiano 49 W
O meridiano 49 W é um meridiano que, partindo do Polo Norte, atravessa o Oceano Ártico, Gronelândia, Oceano Atlântico, América do Sul,  Oceano Atlântico, Oceano Antártico, Antártida e chega ao Polo Sul. Forma um círculo máximo com o Meridiano 131 E.
Começando no Polo Norte, o meridiano 49 Oeste tem os seguintes cruzamentos:
| País, território ou mar | Notas |
| ----------------------- | --- |
| Oceano Ártico           | |
| Mar de Lincoln          | |
| Gronelândia             | |
| Oceano Atlântico        | |
| Brasil                  | Pará - incluindo a Ilha de Marajó Tocantins Goiás Minas Gerais São Paulo Paraná Santa Catarina              |
| Oceano Atlântico        | |
| Oceano Antártico        | |
| Antártica               | Território reivindicado pela Argentina (Antártida Argentina) e Reino Unido (Território Antártico Britânico) |